# مینای خاکستری
مینای خاکستری یا مینای کرانه یا مینای بَنک، یکی از گونه‌های مینای معمولی است. نام علمی مینای کرانه Acridotheres ginginianus است. این پرنده در سال ۱۷۹۰ (میلادی) برای نخستین‌بار توصیف علمی شد.